# Johnny Perry
Johnny Perry, właściwie Johnny Wade Perry Jr. (ur. 24 października 1972, zm. 21 listopada 2002) – amerykański wrestler i strongman.
W latach 2000, 2001 i 2002 wziął udział w indywidualnych Mistrzostwach Świata Strongman.

## Osiągnięcia strongman
2001
- 8. miejsce – Mistrzostwa Ameryki Północnej Strongman 2001

2002
- 2. miejsce – Mistrzostwa USA Strongman 2002
- 4. miejsce – Mistrzostwa Świata Strongman 2002, Malezja